# Lee Rock
Ne doit pas être confondu avec Rock Lee.
Série
Lee Rock 2
(1991)
Pour plus de détails, voir Fiche technique et Distribution.
Lee Rock (五億探長雷洛傳: 雷老虎, Ng yi taam jeung: Lui Lok juen, litt. « L'inspecteur à 500 millions de dollars : Lui Lok le tigre ») est un film hongkongais réalisé par Lawrence Ah Mon et sorti en 1991 à Hong Kong.
Tourné en cantonais, il est le premier volet d'une trilogie complétée par Lee Rock 2 (1991) et Lee Rock 3 (1992) qui illustre la vie de Lui Lok, un membre haut-placé de la police de Hong Kong tombé pour corruption dans les années 1960. Ce premier film narre l’ascension de Lee au sein de la police et son opposition initiale à la corruption généralisée.
Il totalise 30 694 333 HK$ au box-office.

## Synopsis
Lee Rock (Andy Lau), un immigré à peine alphabétisé venu de Chine continentale, survit à Hong Kong, fréquentant autant des membres de triades que des policiers. Il décide de devenir lui-même policier dans le but premier d'acquérir du pouvoir et non pas de servir et protéger. Les pots-de-vin et les dessous de table sont alors monnaie courante dans la police et le fait de rester intègre condamne irrémédiablement un policier à l'isolement et la pauvreté. Lee Rock essaie tant bien que mal de s'en tenir à ses idéaux personnels mais sa droiture lui vaut la dérision de ses collègues et lui fait même perdre sa fiancée Rose (Chingmy Yau). Il finit par se décider à devenir chef de la police pour influer un changement de l'intérieur malgré les obstacles énormes. Son supérieur corrompu (Paul Chun) cherche à le mettre hors d'état de nuire, et sa nouvelle fiancée, Grace (Sharla Cheung), se trouve être la fille d'un parrain de triade.

## Fiche technique
- Titre original : 五億探長雷洛傳: 雷老虎
- Titre international : Lee Rock
- Réalisation : Lawrence Ah Mon
- Scénario : Chan Man-keung
- Photographie : Andrew Lau et Gigo Lee
- Montage : Kong Chi-leung et Yu Shun
- Musique : Chow Kung-shing
- Production : Jimmy Heung et Wong Jing
- Société de production : Win's Pictures
- Société de distribution : Golden Harvest
- Pays d'origine :  Hong Kong
- Langue originale : cantonais
- Format : couleur
- Genre : gangsters, policier
- Durée : 128 minutes
- Dates de sortie :
  -  Taïwan : 19 août 1991
  -  Hong Kong : 19 septembre 1991

## Distribution
- Andy Lau : Lee Rock
- Sharla Cheung : Grace Pak
- Chingmy Yau : Ha/Rose
- Ng Man-tat : Piggy
- Paul Chun : Sergent Ngan Tung
- Kwan Hoi-san : Sergent Chan
- Michael Chan (en) : Crabe royal
- William Ho (en) : un parrain de la triade
- Lee Siu-kei : l'officier militaire
- Eddy Ko : l'instructeur de la police
- Jamie Luk : Ma
- Lung Fong : Maître Serpent
- James Tien : Pak/Poisson d'argent
- Wong Yat-fei (en) : le père de Ha
- Louis Roth : le commissaire Alan
- Ridley Tsui : le vaurien du bar
- Cheung Tsan-sang : Chien fou
- Jonathan Isgar : l’officier britannique

## Récompenses et nominations
| Prix                                      | Prix                 | Prix          | Prix  |
| Cérémonie                                 | Catégorie            | Récipiendaire | Issue |
| ----------------------------------------- | -------------------- | ------------- | ----- |
| 11e cérémonie des Hong Kong Film Awards   |                      |               |       |
| Meilleur film                             | Lee Rock             | Nomination    |       |
| Meilleur réalisateur                      | Lawrence Ah Mon      | Nomination    |       |
| Meilleur acteur                           | Andy Lau             | Nomination    |       |
| Meilleur acteur dans un rôle secondaire   | Kwan Hoi-san         | Lauréat       |       |
| Meilleure actrice dans un rôle secondaire | Chingmy Yau          | Nomination    |       |
| Meilleur scénario                         | Chan Man-keung       | Nomination    |       |
| Meilleure photographie                    | Andrew Lau, Gigo Lee | Nomination    |       |
| Meilleure direction artistique            | Jason Mok            | Nomination    |       |
| 28e cérémonie des Golden Horse Awards     |                      |               |       |
| Meilleur acteur dans un rôle secondaire   | Kwan Hoi-san         | Lauréat       |       |